# Radiologický pavilon
Radiologický pavilon (dříve Prozařovací pavilon, Vyšetřovací ústav a Radiologický a Vyšetřovací ústav) je budova z roku 1921 v Jáchymově, ulice T. G. Masaryka č. p. 772.

## Historie
Od počátku lázní v Jáchymově se aplikovaly tři způsoby léčby – radiové koupele, pitné kúry a přímé ozařování (krabičky). Od roku 1911 se vše dělo v Lázeňské budově. Pro přímé ozařování ale nebyla budova příliš vhodná a proto bylo v roce 1920 přistoupeno k dostavbě nového lázeňského domu (stavba začala ještě v letech I. světové války, ale ještě během konfliktu byla zastavena).
V roce 1921 byla budova dostavěna a byla pojmenována na Prozařovací pavilon. Stavba s půdorysem antického amfiteátru vyrostla v sousedství radiové laboratoře továrny na uranové barvy. Určena byla pro aplikaci koupelí a prozařování radiem (krabičky). Původní kapacita 8 pokojů byla postupně navýšena až na 24. Budova s celoročním provozem měla ústřední topení, telefon, elektrické osvětlení a rozvody teplé i studené vody.
Ve třicátých letech byla budova přejmenována na Vyšetřovací ústav a po II. světové válce pavilon dostal název Radiologický a Vyšetřovací ústav.
Dnes se zde nachází biochemická laboratoř, radiologická laboratoř a vyšetřovny.

## Galerie

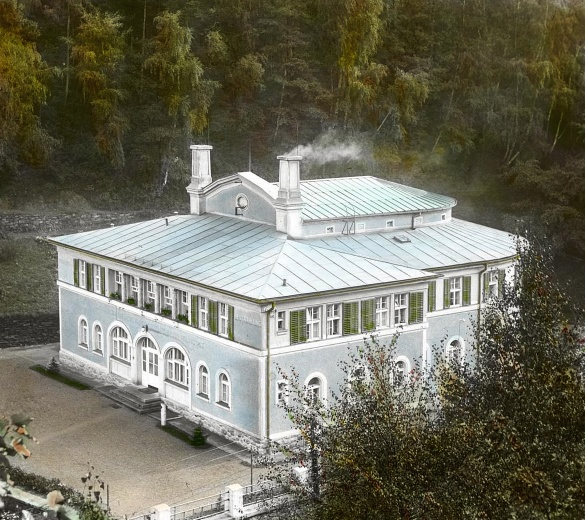
Původní podoba pavilonu
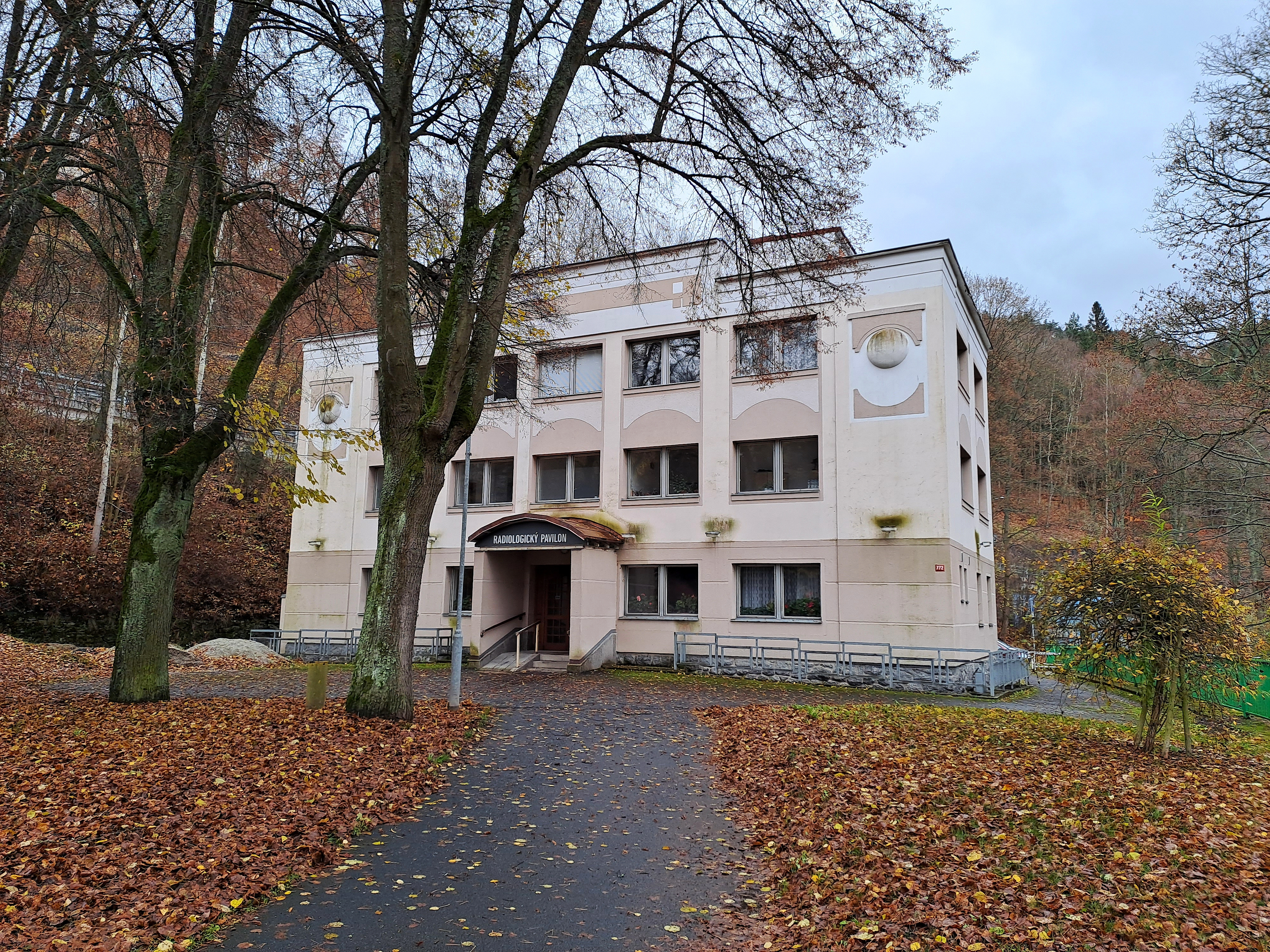
Pohled z lázeňského parku (2023)
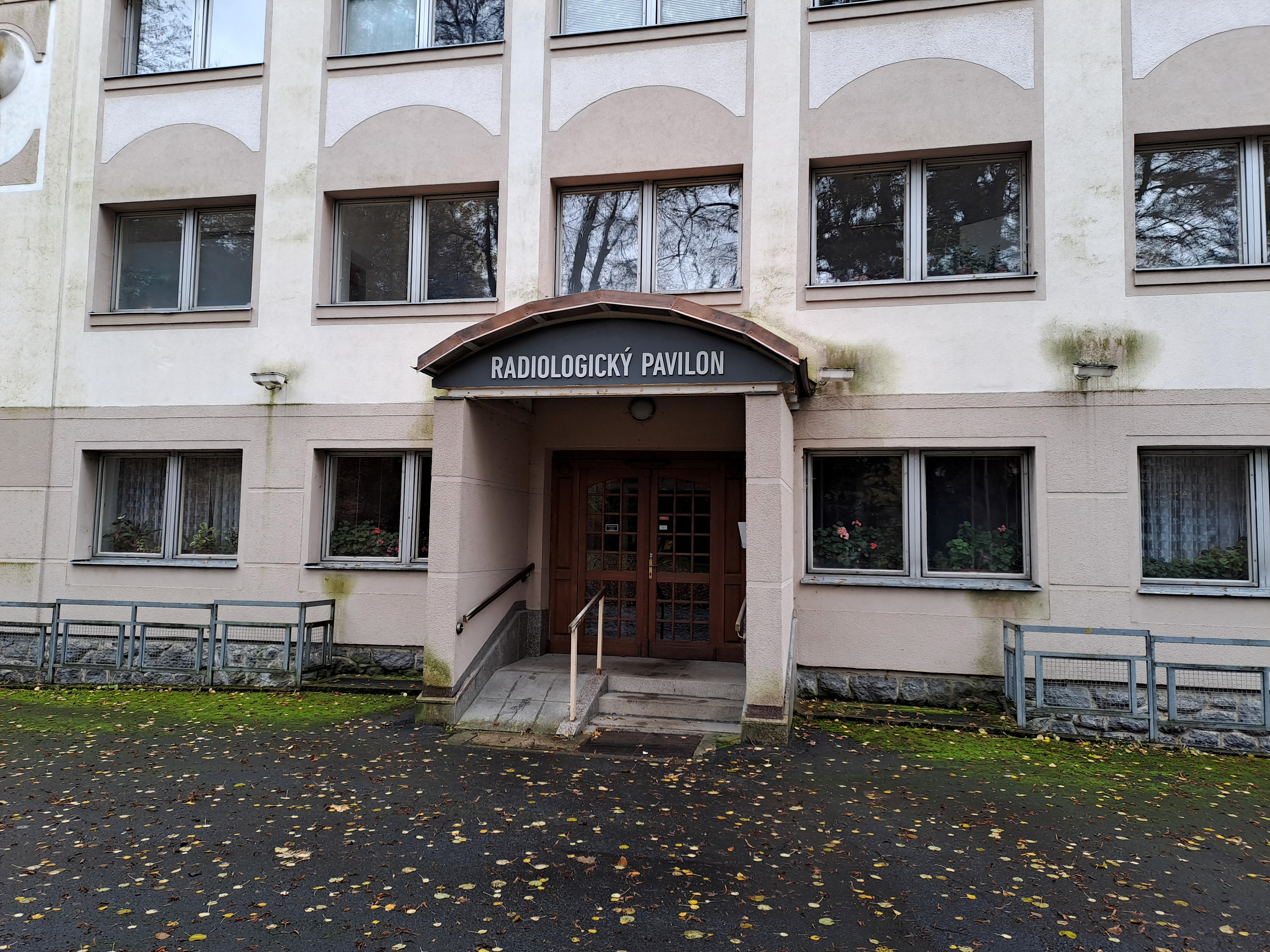
Vchod do budovy (2023)
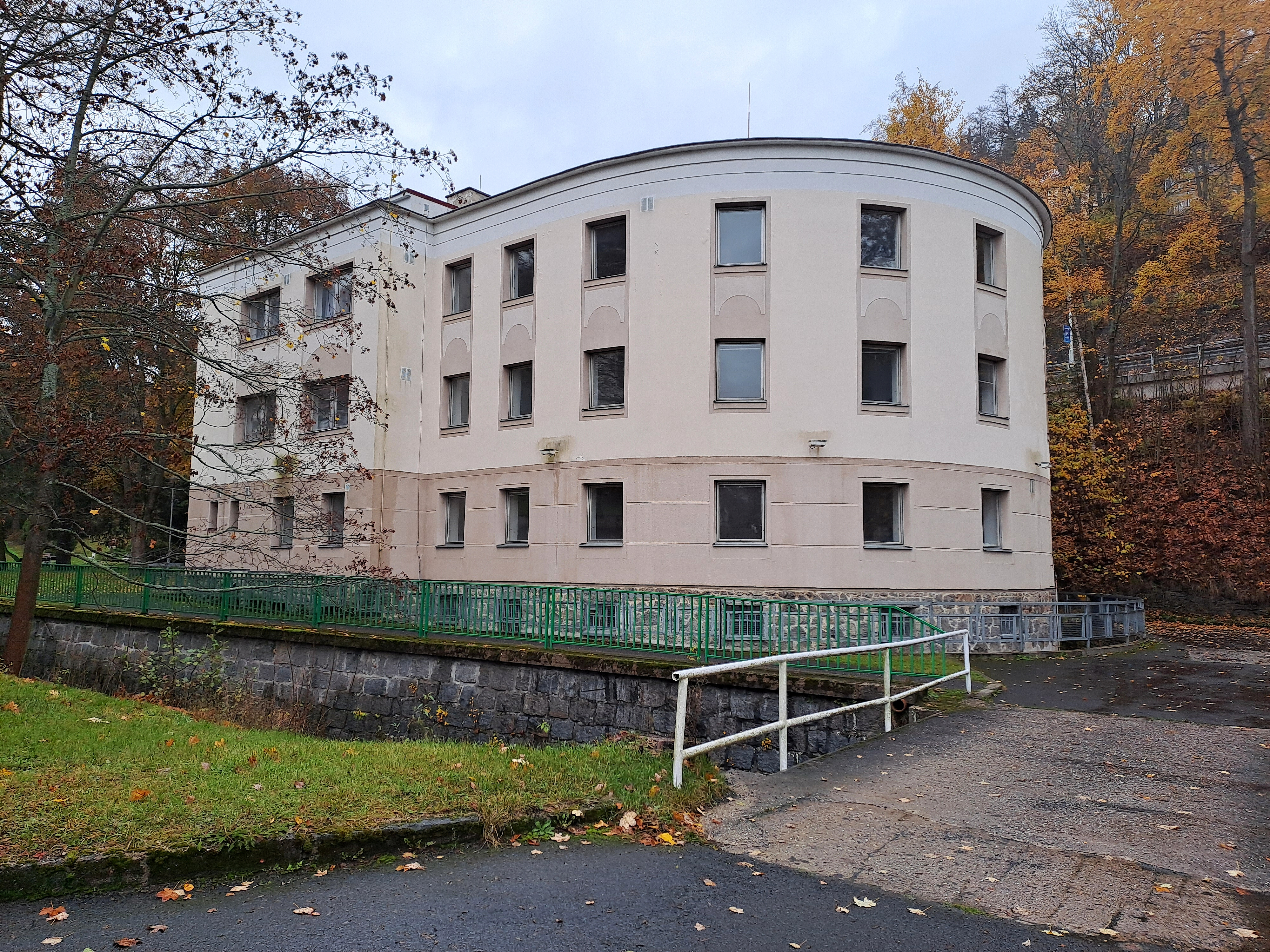
Pavilon od mostku přes Jáchymovský potok (2023)
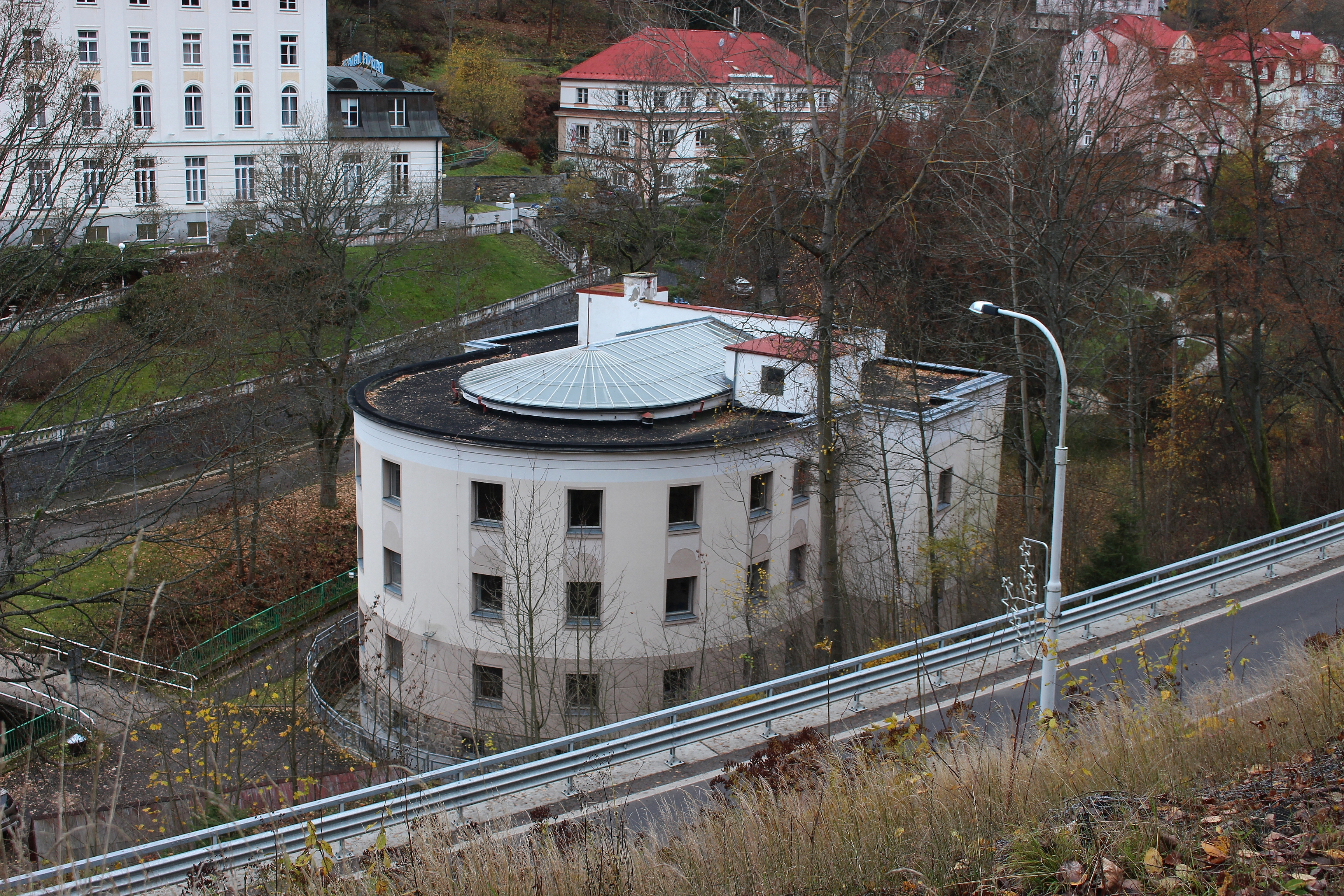
Pohled z cyklostezky na místě bývalé železniční trati (2023)